# 越占戰爭 (1471年)
越占戰爭指的是1471年越南後黎朝與占婆之間發生的戰爭。
這次戰爭的起因是占婆王槃羅茶全在1470年的時候率兵十餘萬，大舉攻打越南化州，希望收復這片失去的故土。隨後，越南後黎朝皇帝黎聖宗率領大軍御駕親征，攻打占婆。黎聖宗派丁列、黎念率領水軍十万先行，自己率領水軍十五萬繼之。翌年，越南軍隊到達尸耐海口。槃羅茶全派千餘人偷襲越軍，但失敗。隨後，黎聖宗率領七十餘萬大軍大破占婆軍隊，隨後攻入其首都毘闍耶，殺死四萬餘人，俘虜占婆王槃羅茶全及三萬餘人。
此戰使占婆國力受到重創，此後占婆退往遙遠的南方，再也無力同越南對抗。